# Kyle Curinga
Kyle Curinga (Clearwater, Florida , Estados Unidos; 30 de diciembre de 1993) es un futbolista estadounidense. Juega como defensor y su equipo actual es el Hartford Athletic de la USL Championship.

## Clubes
| Club              | País           | Año             |
| ----------------- | -------------- | --------------- |
| GBK               | Finlandia      | 2014 - 2015     |
| Jaro              | Finlandia      | 2016            |
| Real Monarchs     | Estados Unidos | 2017            |
| Tampa Bay Rowdies | Estados Unidos | 2018            |
| Hartford Athletic | Estados Unidos | 2019 - Presente |